# 博特羅省
7°51′N 5°19′W / 7.850°N 5.317°W

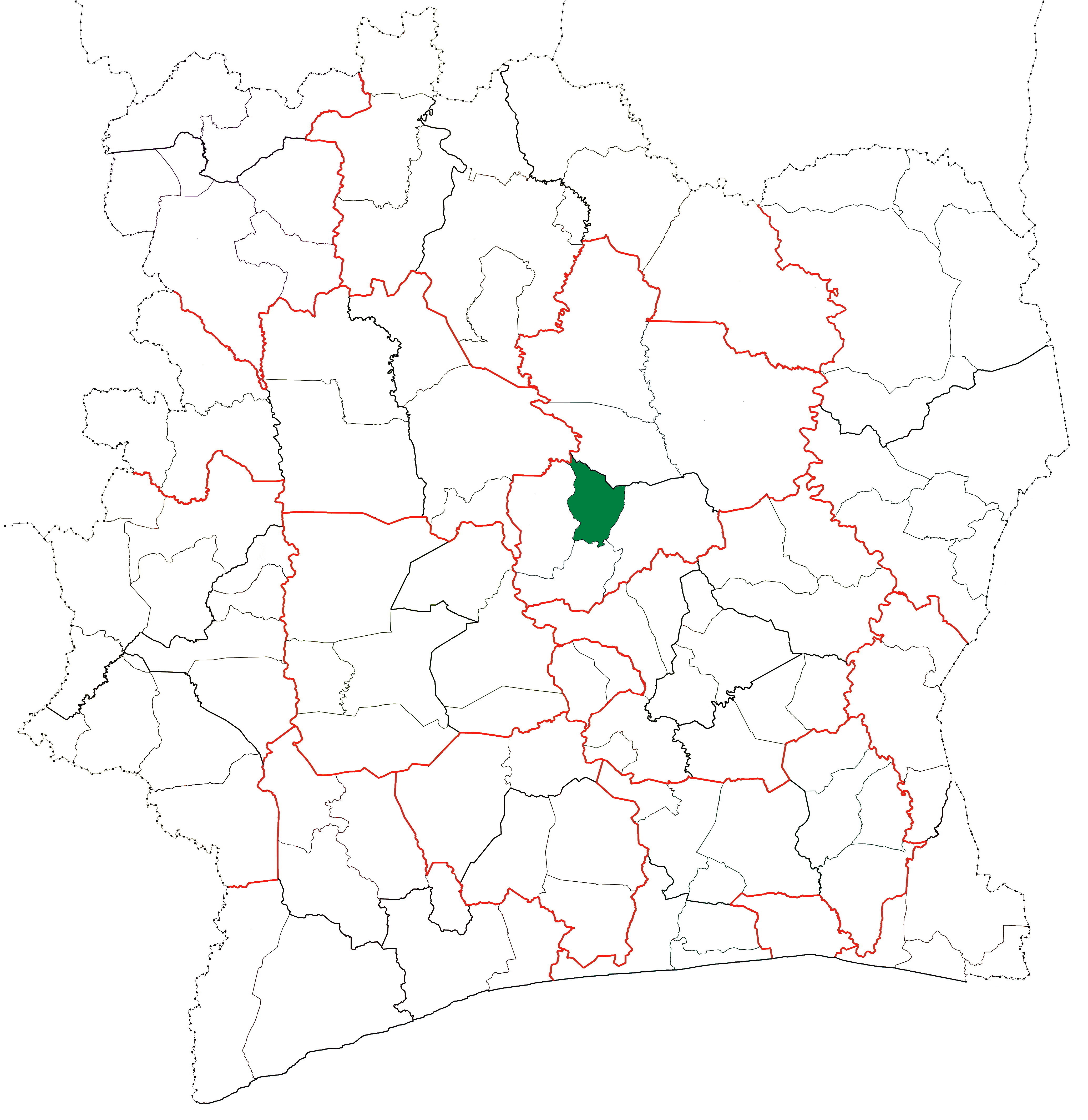

博特羅省（Botro Department），是科特迪瓦的省份，位於該國中北部邦達馬河谷區，由格貝凱大區負責管轄，成立於2008年，面積1,220平方公里，2014年人口81,424，人口密度每平方公里67人。